# Démétrius Ier
Démétrius Ier  (en géorgien : დემეტრე I, Demetre I ; mort en 1156/1158) est un roi de Géorgie de la dynastie des Bagratides, ayant régné de 1125 à 1155 et de 1155 à 1156.

## Biographie

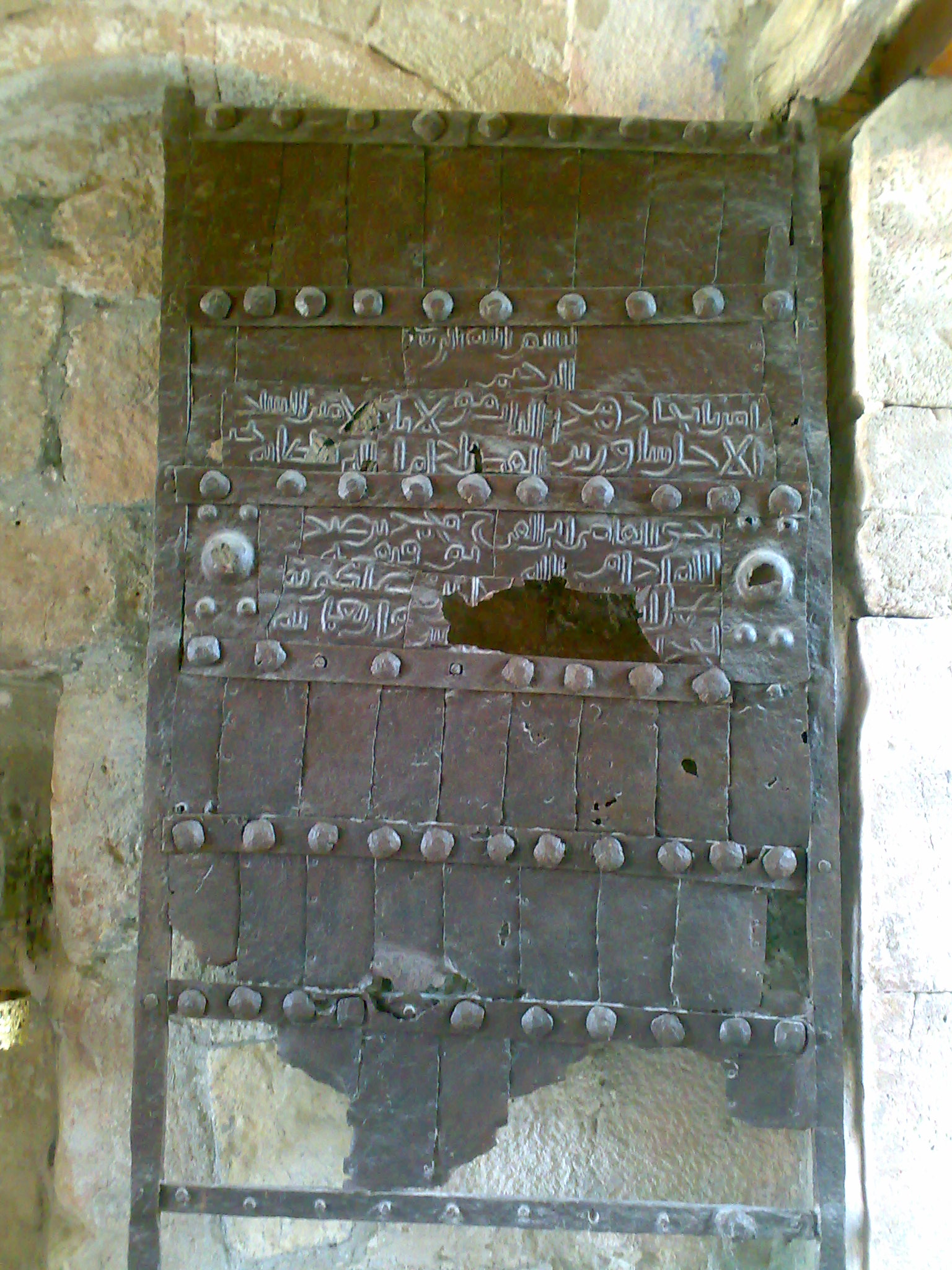
Portail de la ville de Gandja, dans le monastère de Gélati.

Démétrius est le fils aîné du roi David IV le Bâtisseur et de sa première épouse Rusudan.
David IV proclame Démétrius co-souverain de la Géorgie et le couronne de ses propres mains. Il déclara que son fils Démétrius, par sa sagesse, sa chasteté, sa bravoure et sa belle apparence, gouvernerait la Géorgie mieux qu'il ne l'avait fait lui-même.
En 1117, David l'envoie combattre à Chirvan et le jeune commandant étonne le peuple par son habileté au combat. Démétrius s'empare du château de Kaladzori et rentre chez lui avec de nombreux captifs et beaucoup de richesses.
en 1125, il dut expulser les Seldjoukides de la forteresse de Dmanissi, qui contrôlait l'un des accès à Tbilissi par le sud.
En 1125, Manuchihr, beau-frère de Démétrius, reprend le contrôle de l'ouest du Chirvan. En 1126, la population musulmane de Chirvan se rebelle avec le soutien des Seldjoukides. En 1129-30, Démétrius parvient à un compromis avec le soutien de sa sœur, le Chirvan est à nouveau divisé en deux parties, la partie chrétienne est incorporée à la Géorgie et la frontière est le Tetritsqali, tandis que Manuchihr est nommé émir du Chirvan oriental et reconnaît la vassalité de la Géorgie.
En 1130, le souverain des Shah-Armens tente d'évincer les Géorgiens du nord et du centre de l'Arménie. Démétrius doit accepter de céder Ani aux Cheddadides sous forme de vassalité. Ils acceptent que la Cathédrale d'Ani reste un site chrétien et que la Géorgie intervienne pour protéger les chrétiens. Cependant, une impasse s'est poursuivie pendant deux décennies.
En 1130, son demi-frère Vakhtang se rebelle contre Démétrius. Vakhtang, soutenu par le grand seigneur féodal Ivane Abuletisdze, tente de renverser Démétrius du trône, mais ce dernier capture et punit les conspirateurs et Vakhtang est capturé, aveuglé et jeté en prison où il meurt apparemment peu de temps après,.
En 1139, Démétrius fit un raid sur la ville de Gandja en Arran. Il ramène en Géorgie la porte en fer de la ville vaincue et en fait don au Monastère de Ghélati à Koutaïssi. Malgré cette brillante victoire, Démétrius ne put conserver Gandja que pendant quelques années.. En réponse, le sultan des Eldiguzides attaqua Gandja à plusieurs reprises et, en 1143, la ville tomba à nouveau aux mains du sultan. Selon Mkhitar Gosh, Démétrius finit par prendre possession de Gandja, mais lorsqu'il donna sa fille en mariage au sultan, il lui offrit la ville en dot, et le sultan nomma son propre émir pour la gouverner.
Si le Chirvan accepte de rester dans la dépendance directe du royaume de Géorgie, le roi est obligé dès 1126 de restituer la ville d’Ani à Fadlun (1126-1132), fils d’Abou'l Sewar, de la dynastie des Cheddadides (anciens gouverneurs musulmans de la ville) qui se maintiendra ensuite comme vassale de la Géorgie jusqu’en 1161/1199.
En 1128, les Géorgiens s’emparèrent de Dmanis et de Khouman et remportent une victoire sur les Turcs dans la plaine de Gagi, entre le lac de Van et la Koura. En 1135, le prince Iwané V Orbéliani et son père Abouleth sont vaincus par Ildigouz, l’émir turc d’Azerbaïdjan. En 1138, Démétrius prend la ville de Gandja et, en signe de victoire, il fait enlever les portes de la ville qui sont offertes au monastère de Ghélati.
Sous son règne, la situation des musulmans de Tiflis est très favorable. Le vendredi, le roi se rend à la mosquée et s'assoit sur une estrade (dakka) face au Khatib pour écouter la prière.
En 1139, les Orbéliani sont de nouveau battus par Qara Sakor et, en 1145, Iwané V Orbéliani est mis à mort par le roi. En 1153, Saltuk ibn Ali, émir turc d’Erzeroum, est battu sous les murs d’Ani.
À la fin de son règne, Démétrius Ier  est contraint d’abdiquer pour laisser le trône à son fils aîné, David V, qui s’est rebellé. Mais à la mort de ce dernier après un règne de six mois, il reprend le pouvoir jusqu’en 1156. Il abdique de nouveau en faveur de son second fils, Georges III, et devient moine sous le nom de Daniel. Il meurt entre 1156 et 1158.

## Mariage et descendance
Selon Cyrille Toumanoff, Démétrius Ier laisse d'une épouse inconnue plusieurs enfants :
- David V ;
- Georges III ;
- Rousoudan, morte après 1157, mariée à Sanjar Shah, sultan du Khorassan, fils de Malik Shah Ier ou à Qoutbaddin Mohammed roi de Khwarezm (?) ;
- Ne, mariée en 1154 avec Iziaslav II, grand-prince de Kiev (1146-1154) ;
- Ne, mariée à Al-Malik al-Adil Mouzafar, prince de Derbend (vers 1136) ;
- Ne, mariée vers 1144 avec le futur empereur Andronic Ier Comnène, grand-mère d'Alexis et de David Comnène, fondateurs de l'empire de Trébizonde[12].